# William Roscoe
Pour les articles homonymes, voir Roscoe.
William Roscoe est un écrivain, historien, banquier et botaniste britannique, né le 8 mars 1753 à Liverpool et mort le 30 juin 1831 dans cette même ville.

## Biographie
Personnage charismatique, il est un pionnier dans l'étude de la culture italienne en Angleterre (traducteur de Luigi Tansillo). Il est aussi grand collectionneur et historien.
C'est un banquier et avocat installé à Liverpool. En 1806-1807, il est député (Membre de Parlement). Il fonde le Liverpool Botanic Garden en 1802. Membre de la Société linnéenne de Londres, il correspond avec James Edward Smith (1759-1828). Il fait paraître de 1826 à 1828, Monandrian Plants (sur les plantes à une étamine), ainsi que des articles dans les Transactions of the Linnean Society of London. James Edward Smith (1759-1828) lui dédie en 1804 le genre Roscoea de la famille des Zingiberaceae.

## Traductions
- The Nurse, A Poem translated from the Italian. Liverpool: J.McCreery for Cadell and Davis, 1798. Dans la préface, Roscoe fournit une biographie de Luigi Tansillo, faisant référence à ce poème comme "le travail d'un des esprits les plus clairs dans cette constellation de génies apparu en Italie au XVIe siècle, qui diffusa une lumière permanente sur la littérature..."

## Source
- Ray Desmond (1994). Dictionary of British and Irish Botanists and Horticulturists includins Plant Collectors, Flower Painters and Garden Designers. Taylor & Francis and The Natural History Museum (Londres).